# Psychotria nemorosa
Psychotria nemorosa är en måreväxtart som beskrevs av George Gardner. Psychotria nemorosa ingår i släktet Psychotria och familjen måreväxter. Inga underarter finns listade i Catalogue of Life.